# Clap Your Hands Say Yeah

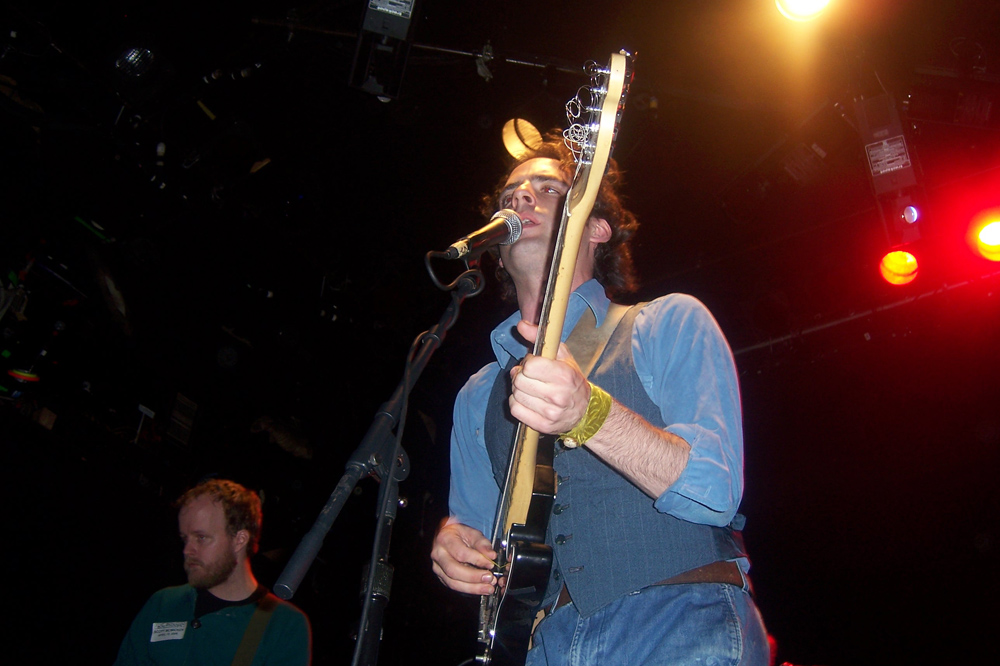
Alec Ounsworth van Clap Your Hands Say Yeah

Clap Your Hands Say Yeah is een indieband uit Brooklyn in de Verenigde Staten. De band bestaat uit Alec Ounsworth, Lee Sargent, Robbie Guertin, Tyler Sargent en Sean Greenhalgh. 

## Biografie
De band werd onder muziekkenners bekend nadat de, in eigen beheer uitgegeven, debuut-cd van de band (eveneens Clap Your Hands Say Yeah geheten) positieve recensies had gekregen van onder meer het invloedrijke Pitchfork, een online muziektijdschrift en vele weblogs die schrijven over muziek. De band moest al snel een tweede oplage van hun cd maken. Op 3 oktober 2005 tekende de band een contract bij het Engelse Wichita Recordings, onder meer het label van Bright Eyes, My Morning Jacket en Bloc Party.
In 2011 maakte de Belgische regisseur Pieter Dirkx de videoclip voor de single Maniac.

## Debuutalbum
Het debuutalbum van Clap Your Hands Say Yeah bevat een moeilijk te categoriseren geluid. De stem van zanger Ounsworth heeft wat weg van die van Thom Yorke van Radiohead en David Byrne van de Talking Heads. De band past in het rijtje van andere bekende indiebandjes, zoals Wilco, Neutral Milk Hotel en Interpol. Ook doet de muziek denken aan de Arcade Fire, maar dan wat vrolijker. Hoewel de sound opgewekt is, zijn de teksten juist meestal donker, zoals in het nummer Upon This Tidal Wave of Young Blood, wat een aanklacht is tegen de Amerikaanse invasie in Irak.

## Discografie

### Albums
- Clap Your Hands Say Yeah (2005)
- Some Loud Thunder' (2007)
- Hysterical (2011)

### Singles
- "Over and Over Again (Lost and Found)" (2005)
- "Is This Love?" (2005)
- "In This Home on Ice" (2006)
- "The Skin of My Yellow Country Teeth" (2006, gelimiteerde uitgave, 1500 stuks)